# وادي بلجان
وادي بلجان من أكبر أودية محافظة الخرج ويقع في غرب الضبيعة. ويتجه شرقاً حتى يعبر الضبيعة إلى أن يصب في وادي السهباء شرق المحافظة. يعتبر الوادي مُتنفّساً للسكان وخصوصاً أيام الشتاء والربيع حيث تكثر الأمطار. توجد في منطقة الوادي أشجار وشعب متفرقة وتلال صغيرة. مع موسم الأمطار تكثر الماشية في مراعيه خصوصاً الإبل والغنم. كما توجد في منطقة الوادي أكبر مزرعة نعام في المملكة العربية السعودية.